# Треугольник Кеплера

Треугольник Кеплера — это прямоугольный треугольник, длины сторон которого составляют геометрическую прогрессию, соответствующую золотому сечению.

Треугольник Кеплера — это прямоугольный треугольник, длины сторон которого составляют геометрическую прогрессию. При этом соотношение длин сторон треугольника Кеплера связано с золотым сечением
{\displaystyle \varphi ={1+{\sqrt {5}} \over 2}}
которое может быть записано в виде : {\displaystyle 1:{\sqrt {\varphi }}:\varphi }, или приблизительно 1 : 1.272 : 1.618 Квадраты сторон этого треугольника (см. рисунок) составляют геометрическую прогрессию, соответствующую золотому сечению.
Треугольники с таким соотношением сторон были названы в честь немецкого математика и астронома Иоганна Кеплера (1571—1630), который первым продемонстрировал, что в таких треугольниках отношение длины короткого катета к гипотенузе равно золотому сечению. Таким образом, треугольник Кеплера объединяет в себе два ключевых математических понятия — теорему Пифагора и золотое сечение, по поводу чего Кеплер отметил:

 В геометрии существует два сокровища: одно из них — теорема Пифагора, другое — разделение линии в золотой пропорции. Первое мы можем сравнить с массой золота, второе мы можем назвать драгоценным камнем.
Иоганн Кеплер
— 
Некоторые источники утверждают, что соотношение сторон знаменитых пирамид в Гизе приближается к треугольнику Кеплера.

## Следствие
Тот факт, что треугольник со сторонами {\displaystyle 1}, {\displaystyle {\sqrt {\varphi }}} и {\displaystyle \varphi } образует прямоугольный треугольник, прямо следует из переписывания квадратного трёхчлена для золотого сечения {\displaystyle \varphi }:
{\displaystyle \varphi ^{2}=\varphi +1}
в виде теоремы Пифагора:
{\displaystyle (\varphi )^{2}=({\sqrt {\varphi }})^{2}+(1)^{2}.}

## Отношение к среднему арифметическому, среднему геометрическому и среднему гармоническому
Для положительных вещественных чисел а и b их среднее арифметическое, среднее геометрическое и среднее гармоническое являются длинами сторон прямоугольного треугольника тогда и только тогда, когда треугольник является треугольником Кеплера.

## Построение треугольника Кеплера

Метод построения треугольника Кеплера через золотое сечение.

Треугольник Кеплера может быть построен с помощью циркуля и линейки через построение золотого сечения следующим образом:
1. Построить простой квадрат
2. Провести линию от середины одной стороны квадрата к противоположному углу
3. Использовать эту линию в качестве радиуса дуги, определяющей высоту прямоугольника
4. Дополнить до золотого сечения
5. Использовать длинную сторону прямоугольника золотого сечения в качестве радиуса дуги, которая, пересекая противоположную сторону прямоугольника, задаёт длину гипотенузы треугольника Кеплера.

Сам Кеплер строил этот треугольник по-другому. В письме к своему бывшему учителю, профессору Михаэлю Мёстлину, он писал: «Если на линии, которая разделена в крайнем и среднем отношении, построить прямоугольный треугольник таким образом, что прямой угол будет находиться в точке раздела, то меньшая сторона будет равняться большему сегменту разделенной линии.».

## Математическое совпадение
Возьмём треугольник Кеплера со сторонами {\displaystyle a,a{\sqrt {\varphi }},a\varphi ,} и рассмотрим:
- окружность, которая окружает его, и
- квадрат со стороной, равной средней по величине стороне треугольника.

Тогда периметр квадрата ({\displaystyle 4a{\sqrt {\varphi }}}) и длина окружности ({\displaystyle a\pi \varphi }) совпадают с точностью до 0,1 %.
Это математическое совпадение {\displaystyle \pi \approx 4/{\sqrt {\varphi }}}. Эти квадрат и окружность не могут иметь одинаковую длину периметра, поскольку в этом случае можно было бы решить классическую неразрешимую задачу о квадратуре круга. Другими словами, {\displaystyle \pi \neq 4/{\sqrt {\varphi }}} поскольку {\displaystyle \pi } — трансцендентное число.